# District de Neemuch
Le district de Neemuch (hindi : नीमच जिला) est un district de l'état du Madhya Pradesh, en Inde,

## Géographie
Au recensement de 2011, sa population compte 825 958 habitants.
Son chef-lieu est la ville de Neemuch. 